# Whitbread
Whitbread PLC là một công ty nhà hàng và khách sạn đa quốc gia của Anh có trụ sở chính tại Houghton Regis, Anh.
Doanh nghiệp được thành lập như một nhà máy bia vào năm 1742 và đã trở thành nhà máy bia lớn nhất thế giới vào những năm 1780.
Công ty lớn nhất của nó hiện là Premier Inn, là thương hiệu khách sạn lớn nhất ở Anh với hơn 785 khách sạn và 72.000 phòng. Cho đến tháng 1 năm 2019, công ty sở hữu Costa Coffee nhưng đã bán nó cho Công ty Coca-Cola. Các thương hiệu của Whitbread bao gồm chuỗi nhà hàng Beefeater, Brewers Fayre và Table Table.
Whitbread được niêm yết trên Sở giao dịch chứng khoán London và là một thành phần của chỉ số FTSE 100.

## Lịch sử

### Khởi đầu
Việc kinh doanh được hình thành vào năm 1742 khi Samuel Whitbread hợp tác với Godfrey và Thomas Shewell và mua lại một nhà máy bia nhỏ ở ngã ba Phố Cổ và Phố Thượng Whitecross và một nhà máy bia khác dành cho các loại bia nhạt và màu hổ phách ở Brick Lane, Spitalfields. Godfrey Shewell rút khỏi quan hệ đối tác khi Thomas Shewell và Samuel Whitbread mua lại khu đất rộng lớn của nhà máy bia King's Head vô chủ ở Phố Chiswell vào năm 1750. Nhà máy bia mới dành cho việc sản xuất người khuân vác, và được đổi tên thành Nhà máy bia Hind theo huy hiệu của gia đình Whitbread.
Ngay từ đầu, Whitbread đã là đối tác tài chính hàng đầu và hoàn toàn chịu trách nhiệm quản lý, và vào năm 1761, Whitbread mua lại cổ phần của Shewell trong doanh nghiệp với giá 30.000 bảng Anh. Đây là nhà máy bia lớn nhất thế giới vào những năm 1780. Năm 1796, công ty sản xuất 202.000 thùng porter. Công ty gặp khó khăn sau cái chết của Samuel Whitbread Sr, và chứng kiến quyền sở hữu được chuyển giao cho con trai ông, cũng được gọi là Samuel Whitbread. Công ty lấy tên Whitbread & Co Ltd vào năm 1799.